# Moon Sung-min
Moon Sung-min (ur. 14 września 1986 w Pusan) – koreański siatkarz, reprezentacji Korei Południowej od 2006 roku. Gra na pozycji przyjmującego. Obecnie występuje w drużynie Hyundai Capital Skywalkers.

## Sukcesy klubowe
Mistrzostwo Niemiec:
- 2009

Puchar KOVO:
- 2010, 2013

Mistrzostwo Korei Południowej:
- 2017, 2019
- 2014, 2016, 2018
- 2011, 2012, 2013

## Sukcesy reprezentacyjne
Mistrzostwa Azji Juniorów:
- 2004

Igrzyska Azjatyckie:
- 2006
- 2018
- 2010

Mistrzostwa Azji:
- 2007, 2017

Puchar Azji:
- 2008

## Nagrody indywidualne
- 2005: Najlepszy atakujący Mistrzostw Świata Juniorów
- 2016: MVP ligi koreańskiej w sezonie 2015/2016
- 2017: MVP i najlepszy atakujący ligi koreańskiej w sezonie 2016/2017